# Rawalpindi
Rawalpindi o Raualpindi es una ciudad en la provincia de Punyab, en Pakistán. Es la cuarta ciudad más poblada del país. Se encuentra unos 15 kilómetros al sur de la capital, Islamabad, y las dos se conocen conjuntamente como las "ciudades gemelas" debido a los fuertes vínculos sociales y económicos entre las ciudades. La ciudad es uno de los principales centros industriales y militares del país. Alberga la sede del cuartel general de las Fuerzas Armadas de Pakistán y el Aeropuerto Internacional de Islamabad (hoy aeropuerto destinado a uso militar tras la inauguración del New Islamabad Airport el 3 de mayo de 2018). Además, hay una refinería de petróleo, una planta de procesado de gas natural, una fábrica de artillería, una fábrica siderúrgica, una fábrica cervecera y una universidad.
Rawalpindi se encuentra junto a la ciudad de Taxila, declarada Patrimonio de la Humanidad por la UNESCO.

## Historia
La ciudad, según el censo de 1941 realizado en el Raj británico, era una isla de mayoría hindú 34% y Sij 18% en un distrito con un 80% de población musulmana. Durante la Partición de la India en marzo de 1947 los barrios hindúes y sijs fueron destruidos y su población atacada y obligada a marcharse. Karachi en agosto se convirtió en la primera capital del Pakistán independiente, se decidió posteriormente crear un nuevo centro de poder, que sería más fácilmente accesible desde todas las partes del país y que permitiría reequilibrar Pakistán.
Rawalpindi, que ya era el cuartel general de las fuerzas armadas paquistaníes y por tanto el centro del poder militar que gobernaba el país en ese momento, se convirtió en la nueva capital en 1959, mientras se esperaba que se construyera desde cero una nueva ciudad llamada Islamabad, que fue inaugurada en 1967.

## Demografía
La población estimada en 2017 es de 2.098.231 habitantes.

## Acontecimientos
El 27 de diciembre de 2007 la ex primera ministra de Pakistán y aspirante a la presidencia pakistaní Benazir Bhutto, murió en un ataque suicida acontecido en Rawalpindi. La explosión ocurrió minutos después de un discurso ante miles de personas, y Bhutto fue trasladada a un hospital donde finalmente murió como consecuencia de sus heridas. Se ha sabido que Bhutto recibió un disparo en el cuello y otro en la cabeza, y que luego el terrorista hizo detonar una carga explosiva. Al menos otras 25 personas fallecieron también en el atentado.